# Małka (dopływ Iny)
Małka – struga płynąca na terenie gmin Stargard i Maszewo, prawy dopływ Iny o długości 15,9 km. 
Jej źródła znajdują się na zachód od miasta Maszewo w okolicach wsi Radzanek. Około trzykilometrowy fragment biegu środkowego Małki wyznacza granicę gminy Stargard.